# خرالو
خرالو (به انگلیسی: Kheralu) یک منطقهٔ مسکونی در هند است که در Kheralu Taluka واقع شده‌است. خرالو ۲۰٬۱۴۳ نفر جمعیت دارد و ۱۴۹ متر بالاتر از سطح دریا واقع شده‌است.